# Куперштейн Ізраїль Григорович
Ізраїль Григорович Куперштейн (14 серпня 1915, Черкаси — 16 березня 1995, Челябінськ) — радянський офіцер, Герой Радянського Союзу (1944), у роки німецько-радянської війни командир танка 332-го танкового батальйону 52-ї гвардійської танкової бригади 6-го гвардійського танкового корпусу 3-ї гвардійської танкової армії 1-го Українського фронту, гвардії лейтенант.

## Біографія
Народився 14 серпня 1915 року в місті Черкаси в родині робітника. Єврей. Закінчив 7 класів, потім в місті Москві школу ФЗУ. Працював автомеханіком на автобазі.
У 1936—1938 роках проходив строкову службу в Червоній Армії. У 1939 році призваний в армію, брав участь у боях під час війни з Фінляндією. У 1940 році демобілізований.
У червні 1942 року призваний до армії. Член ВКП (б) / КПРС з 1942 року. У 1943 році закінчив Горьковське танкове училище. На фронтах німецько-радянської війни з жовтня 1943 року. Особливо відзначився у битві за Дніпро, в боях за Фастів і Київ.
У ніч на 6 листопада 1943 року гвардії лейтенант Куперштейн з екіпажем у складі передового загону бригади увірвався в село Святошино (нині західна околиця міста Києва). У бою підбив ворожий танк, знищив 2 штурмових і протитанкові гармати, знищив до 30 солдатів і офіцерів.
Указом Президії Верховної Ради СРСР від 10 січня 1944 року за мужність і героїзм, проявлені при форсуванні Дніпра і звільненні Києва гвардії лейтенанту Куперштейну Ізраїлю Григоровичу присвоєно звання Героя Радянського Союзу із врученням ордена Леніна й медалі «Золота Зірка» (№ 2086).
Після Перемоги Ізраїль Григорович залишився в армії. У 1945 році закінчив Вищу бронетанкову школу в місті Ленінграді.
У 1962 році підполковник Куперштейн І. Г. звільнений у запас. Жив у місті Челябінськ. Працював у науково-дослідному проектно-технологічному інституті, інституті міськбуду. Помер 16 березня 1995 року. Похований у Челябінську на Успенському (Цинковому) кладовищі (квартал 24).
Нагороджений орденами Леніна, Вітчизняної війни 1-го ступеня, трьома орденами Червоної Зірки, медалями.